# Baracs
Baracs [barač] je obec v Maďarsku v župě Fejér, spadající pod okres Dunaújváros. Nachází se u břehu Dunaje, asi 6 km jihozápadně od Dunaújvárose a asi 50 km jihovýchodně od Székesfehérváru. Žije zde přibližně 3 500 obyvatel. Dle údajů z roku 2011 tvoří 84,3 % obyvatelstva Maďaři, 1,1 % Němci, 0,6 % Rumuni a 0,5 % Romové, přičemž 15,5 % obyvatel se ke své národnosti nevyjádřilo.
Kromě hlavní části zahrnuje obec i osady Apátszállás a Templomos. Blízko obce prochází dálnice M6, v budoucnosti zde bude procházet i dálnice M8.

## Sousední obce
| Růžice kompasu |                 | Nagyvenyim  | Dunaújváros        | Růžice kompasu |
| Růžice kompasu | Mezőfalva       | Sever       | Kisapostag Apostag | Růžice kompasu |
| Růžice kompasu | Mezőfalva       | Baracs      | Kisapostag Apostag | Růžice kompasu |
| Růžice kompasu | Mezőfalva       | Jih         | Kisapostag Apostag | Růžice kompasu |
| Růžice kompasu | Daruszentmiklós | Dunaföldvár | Dunaegyháza        | Růžice kompasu |